# Ritton White House
Ritton White House var en civil parish 1866–1955 när det uppgick i Nunnykirk, i grevskapet Northumberland i England. Civil parish var belägen 17 km från Morpeth och hade 11 invånare år 1951.